# Centre hospitalier Émile-Mayrisch
Le centre hospitalier Émile-Mayrisch (abrégé en CHEM) est l'hôpital public du sud du Luxembourg, créé en 2004 par le regroupement de plusieurs hôpitaux publics des communes d'Esch-sur-Alzette et Dudelange.

## Histoire
Le premier site de santé du bassin minier remonte à 1884 et la création d'une clinique au sein de l'usine Arbed de Dudelange, puis d'un hôpital en 1901 dans la même ville. En 1930, la ville d'Esch-sur-Alzette se dote à son tour d'un hôpital après cinq ans de travaux, via un contrat de société civile entre la ville, l'Arbed et Métallurgie des Terres rouges signé en 1924.
En 1974, un projet d'hôpital intercommunal pour les communes de Differdange, Pétange et Bascharage est lancé et débouche en 1981 sur la mise en service de l'hôpital Princesse Marie-Astrid à Niederkorn, placé sous la gestion d'un syndicat intercommunal.
En 2004, les hôpitaux d'Esch et de Dudelange fusionnent pour former le centre hospitalier Émile-Mayrisch, du nom d'un des fondateurs de l'Arbed. En 2008, l'hôpital Princesse Marie-Astrid rejoint à son tour le CHEM.

## Organisation
Le CHEM est une fondation, gérée par un Conseil d' Administration constituée de quatre représentants de la Ville d’Esch-sur-Alzette, de quatre représentants de l’Arcelor-Mittal, de deux représentants de la Ville de Dudelange, d'un représentant respectif des villes de Pétange, Bascharage et Differdange et de deux représentants du Gouvernement. La Direction du CHEM est confiée à un Directeur Général (Dr René Metz) assisté de deux Directeurs Médicaux (Dr Romain Schockmel et Dr Serge Meyer), ainsi que d'un Directeur des Soins (Serge Haag), d'un Directeur Administratif et Financier (Daniel Cardao) et d'un Directeur des Ressources humaines (Patrizia Ascani). Les activités cliniques sont réparties en Départements Cliniques soutenus par des services de support.

## Sites
L'organisation en trois sites issus des établissements fusionnés a été maintenue :
- Hôpital d'Esch-sur-Alzette ;
- Hôpital de Dudelange ;
- Hôpital Princesse Marie-Astrid à Niederkorn.

### Projet Südspidol
En 2031, l'ensemble des sites du CHEM seront regroupés au sein du Südspidol , ou hôpital du sud en français, à Esch-sur-Alzette. Le nouvel hôpital de près de 590 lits regroupera à l'avenir toutes les activités du CHEM sur un même site qui accueillera aussi le premier hôpital militaire du Luxembourg ,.

### Centre national de radiothérapie François-Baclesse
Le CHEM accueille sur son site d'Esch-sur-Alzette le centre de radiothérapie du Luxembourg, qui porte le nom du docteur François Baclesse (lb). Ce centre est entré en service en 2000 et est administré sous la forme d'une association sans but lucratif créée en 1995 qui regroupe tous les établissements hospitaliers du grand-duché.